# تیورام دی‌سولفید

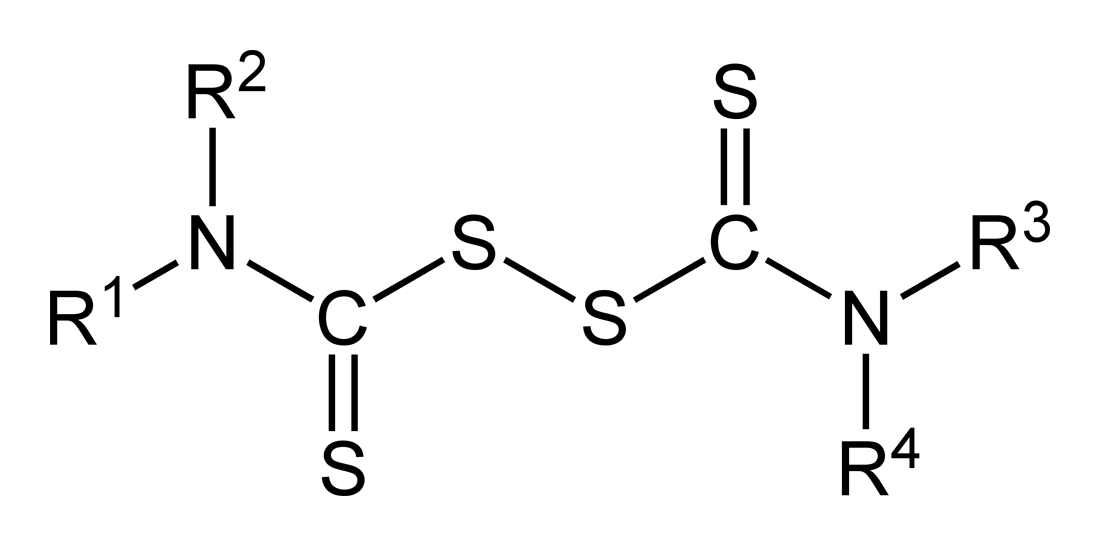
ساختار کلی تیورام دی‌سولفید

تیورام دی‌سولفیدها (به انگلیسی: Thiuram disulfide) دسته ای از ترکیبات آلی حاوی گوگرد با فرمول (R2NCSS)2 هستند. نمونه‌های زیادی از این ترکیبات شناخته شده‌است، اما نمونه‌های متداول آن شامل استخلاف‌های Me = R و Et هستند. این ترکیبات در واقع دی‌سولفیدهایی هستند که از اکسایش دی‌تیوکربامات‌ها به دست می‌آیند. این ترکیبات در ولکانش گوگردِ لاستیک و همچنین آفت کش‌ها و داروها استفاده می‌شوند. تیورام دی‌سولفیدها معمولاً جامدات سفید یا زرد کم رنگ هستند که در حلال‌های آلی محلول هستند.

## ایمنی
در سال‌های ۲۰۰۵-۲۰۰۶، مخلوط تیورام سیزدهمین آلرژن شایع (۳٫۹٪) در تست‌های پرچسبی بود.